# Żleb Orłowskiego

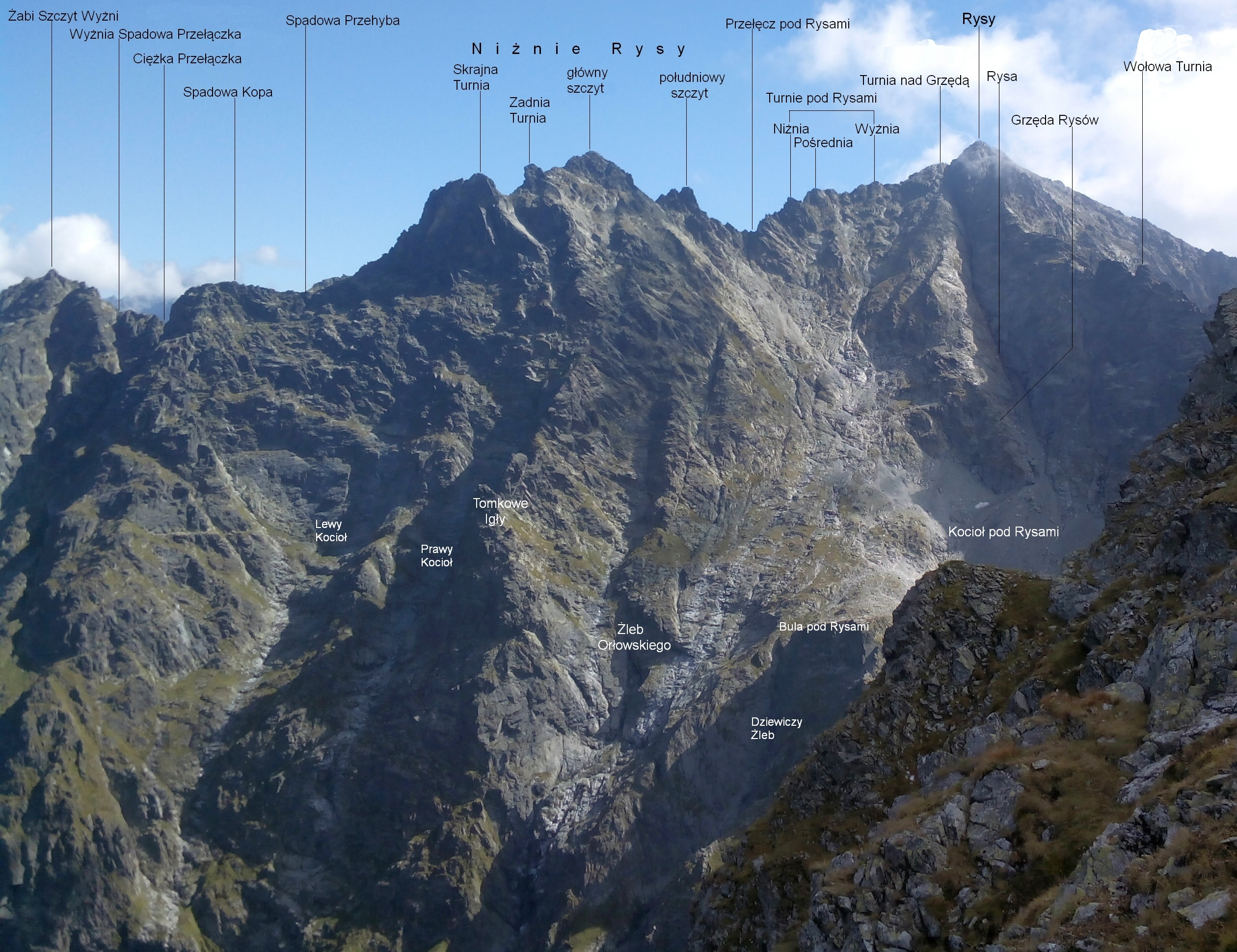
Widok z Mięguszowieckiego Szczytu

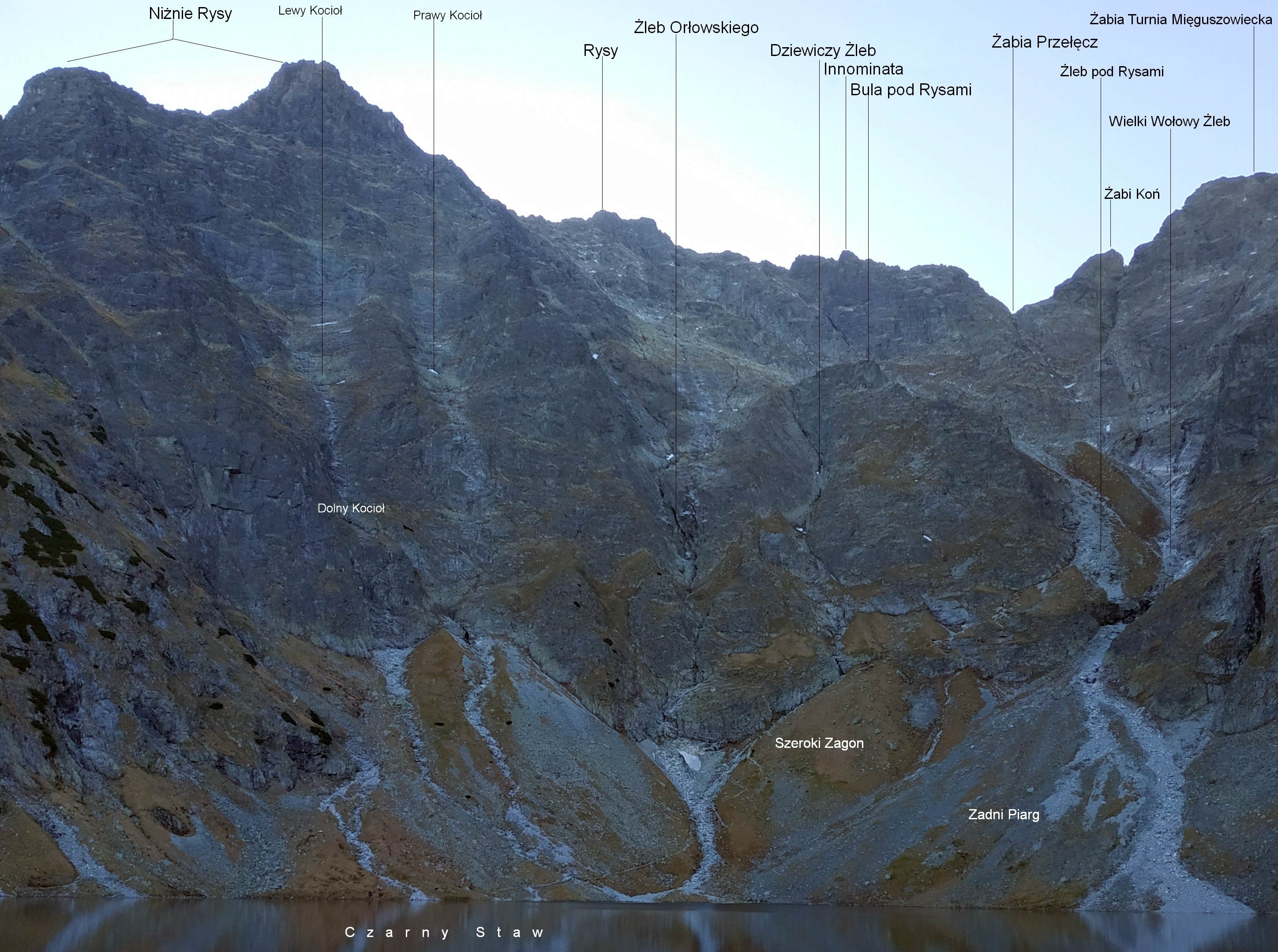
Żleb Orłowskiego wśród opisanych obiektów

Żleb Orlowskiego (niem. Orłowski-Schlucht, słow. Orłowského žľab, węg. Orłowski-folyosó) – żleb opadający z wąskiej przełączki między dwoma wierzchołkami Niżnych Rysów w Tatrach Polskich. Jest to wielki żleb o różnicy wysokości około 700 m. Uchodzi do Czarnostawiańskiego Kotła pomiędzy grzędą Tomkowych Igieł a dolną ostrogą północnego żebra Buli pod Rysami.
Żleb Orłowskiego wraz z Dziewiczym Żlebem stanowi główną drogę, którą z Kotła pod Rysami spływają wody do Czarnego Stawu. Spływają one tymi żlebami między ścianami Niżnych Rysów i wielkimi płytami Buli pod Rysami. Łatwo to można zaobserwować zwłaszcza po większych, burzowych opadach. Obydwa żleby mają wspólne ujście do piarżysto-płytowego kociołka pod Bulą, skąd jednym już, wielkim piarżystym korytem wody uchodzą do Czarnego Stawu. Znoszone przez żleb odłamki skalne utworzyły w tym stawie pozbawiony roślinności półwysep. Koryto Żlebu Orłowskiego przecina znakowany szlak turystyczny na Rysy.
Żleb Orłowskiego tworzy naturalną granicę oddzielającą masywy Rysów i Niżnich Rysów. Jest skalisty, stromy i ma siedem progów, na tyle trudnych, że uprawiana jest na nich wspinaczka skalna. Swoim wyglądem i potęgą budzi zainteresowanie turystów, którzy usiłowali nim przejść. Kilkakrotnie zakończyło się to tragicznie. Żlebem Orłowskiego prowadzi droga wspinaczkowa dla taterników. Witold Henryk Paryski w swoim przewodniku podaje lakoniczny jej opis. Dokładniej drogę tę opisuje Władysław Cywiński w tomie 9 (Rysy) swojego przewodnika.
W kociołku pod najniższym progiem Żlebu Orłowskiego gromadzi się duża ilość śniegu, która zalega tak długo, że można by ją uznać za śnieżnik. Pomiędzy tym śniegiem a progiem żlebu znajduje się szczelina brzeżna. Pierwszy próg ma wysokość około 40 m i zbudowany jest z jasnych i gładkich, bo wymytych przez wodę płyt. Nad nim znajduje się mniejszy, trawiasto-płytowo-piarżysty kociołek. Nad nim jest pionowa ściana, w którą wcina się komin. Komin stopniowo zwęża się ku górze i staje się przewieszony (drugi próg). Powyżej komina żleb tworzy wąski kanion o pionowych bocznych ścianach. Wyżej zamienia się on w częściowo piarżysty, częściowo trawiasty kocioł. Do najniższej części tego kotła uchodzi właśnie woda spływająca z Kotła pod Rysami. Żleb Orłowskiego natomiast powyżej tego kotła znów zamienia się w bardzo stromy komin. Jest to trzeci próg, mający wysokość około 80 m. Od strony Buli ograniczony jest on stromymi płytami, po lewej stronie przewieszonymi ścianami grzędy Tomkowych Igieł. Powyżej trzeciego progu znów znajduje się niewielki, ale stromy, piarżysto-płytowy kociołek. Czwarty z kolei próg nad tym kociołkiem ma wysokość około 50 m. Po prawej stronie ograniczony jest stromymi ściankami, po lewej czerwonawymi płytami. Powyżej progu na obydwie strony ciągnie się system zachodów. Prawym z nich można łatwo wejść na Bulę pod Rysami. Piąty próg ma wysokość około 40 m i znajduje się mniej więcej na poziomie Zadniej Tomkowej Igły. Powyżej progu jest trawiasto-płytowy odcienek żlebu, od góry przegrodzony szóstym progiem, o wysokości ok. 50 m. Powyżej tego progu znajduje się system półek, a nad nimi siódmy, niski prożek. Wyżej teren jest już łatwy aż do przełączki między wierzchołkami Niżnych Rysów.
Pierwsze przejście: Teresa Hildt (Węgrzynowiczowa) i Tadeusz Orłowski 8 sierpnia 1950 r. Od nazwiska tego ostatniego pochodzi nazwa żlebu. Podany przez nich opis wspinaczki ma jednak wiele nieścisłości topograficznych i budzi zastrzeżenia. Np. według ich opisu pierwszy próg to niewielki prożek, w istocie zaś jest to próg o wysokości 50 m i trudnej drodze wspinaczkowej. Według współczesnej wyceny pierwszy próg to III, a dwóch miejscach V w skali tatrzańskiej i pierwsi wspinacze najprawdopodobniej go obeszli. Pierwsze jego pewne przejście: W. Cywiński i Stanisław Krzeptowski 14 września 2000 r. Próg drugi do 2001 r. najprawdopodobniej był dziewiczy. Można go obejść od prawej strony (II). Próg trzeci pokonywano po lewej stronie żlebu (w odległości do 20 m od koryta).
Odcinkami Żlebu Orłowskiego biegną jeszcze inne drogi wspinaczkowe.